# Regina (opera)
Regina è un'opera lirica in tre atti con partitura e libretto di Marc Blitzstein, tratta dal dramma Le piccole volpi di Lillian Hellman. Fu portata al debutto a Broadway nel 1949 e poi riproposta dalla New York City Opera nel 1953.

## Trama
Profondo Sud, 1900. In combutta con i fratelli Ben e Oscar, Regina Giddens cerca di ottenere soldi e poteri. Quando il marito Horace tenta di ostacolarla, Regina lo lascia morire, negandogli la medicina per il cuore di cui ha bisogno. Comprendendo le ragioni della morte del padre, la figlia Alexandra trova il coraggio di lasciare la madre. Dopo aver tradito i fratelli, Regina ottiene le ricchezze a cui ambiva, ma il prezzo da pagare è la solitudine.

## Interpreti originali
| Personaggi              | Tipo di voce | Prima rappresentazione a Broadwy, 31 ottobre, 1948 (Direttore: Maurice Abravanel) | Versione della New York City Opera, 2 aprile 1953 (Direttore: Julius Rudel) |
| ----------------------- | ------------ | --------------------------------------------------------------------------------- | --------------------------------------------------------------------------- |
| Regina Giddens          | mezzosoprano | Jane Pickens                                                                      | Brenda Lewis                                                                |
| Alexandra "Xan" Giddens | soprano      | Priscilla Gillette                                                                | Priscilla Gillette                                                          |
| Horace Giddens          | basso        | William Wilderman                                                                 | William Wilderman                                                           |
| Ben Hubbard             | baritono     | George Lipton                                                                     | Leon Lishner                                                                |
| Oscar Hubbard           | baritono     | David Thomas                                                                      | Emile Renan                                                                 |
| Addie                   | contralto    | Lillyn Brown                                                                      | Lucretia West                                                               |
| Cal                     | baritono     | William Warfield                                                                  | Lawrence Winters                                                            |
| Birdie Hubbard          | soprano      | Brenda Lewis                                                                      | Ellen Faull                                                                 |
| Leo Hubbard             | tenore       | Russell Nype                                                                      | Michael Pollock                                                             |
| William Marshall        | tenore       | Donald Clarke                                                                     | Lloyd Thomas Leech                                                          |
| Jazz                    | baritono     | William Dillard                                                                   | William Dillard                                                             |
| Belle                   | muto         | Clarise Crawford                                                                  | Margaret Tynes                                                              |

## Storia
Regina esordì al 46th Street Theatre di Broadway il 31 ottobre 1949 con la direzione musicale di Maurice Abravanel, la regia di Bobby Lewis, le coreografie di Anna Sokolow, i costumi di Aline Bernstein, Jane Pickens nel ruolo di Regina e Brenda Lewis in quello di Birdie.
L'allestimento originale fu di scarso successo e rimase in cartellone per poco più di un mese. La svolta sarebbe arrivata nel 1953, quando la New York City Opera avrebbe riproposto Regina sulle scene newyorchesi con Brenda Lewis nel ruolo dell'eponima protagonista. La struttura dell'opera sarebbe stata ulteriormente revisionato per un nuovo allestimento della NYCO nel 1958 (sempre con la Lewis), inciso anche su disco.
Tra le più popolari opere liriche statunitensi del secondo Novecento, Regina fu riproposta anche alla Michigan Opera Theatre nel 1977 e alla Houston Grand Opera nel 1980. La prima britannica fu rappresentata dalla Scottish Opera a Glasgow nel 1991. Il libretto e la partitura furono rimaneggiati anche per un nuovo allestimento della NYCO nel 1992 e dall'Opera di Chicago nel 2003.

## Discografia
- 1958 - Brenda Lewis, Elisabeth Carron, Helen Strine, Carol Brice, Loren Driscoll, George S. Irving, Emile Renan, Andrew Frierson, Joshua Hecht; dir. Samuel Krachmalnick. CBS/Sony Records
- 1991 - Katherine Ciesinski, Sheri Greenawald, Angelina Réaux, Theresa Merritt, David Kuebler, Timothy Noble, James Maddalena, Bruce Hubbard, Samuel Ramey; dir. John Mauceri. Decca Records